# Licencje BSD
Licencje BSD (Berkeley Software Distribution Licenses, BSDL) – jedne z licencji zgodnych z zasadami wolnego oprogramowania. Powstałe początkowo na Uniwersytecie Kalifornijskim w Berkeley.
Licencje BSD skupiają się na prawach użytkownika. Są bardzo liberalne, zezwalają nie tylko na modyfikacje kodu źródłowego i jego rozprowadzanie w takiej postaci, ale także na rozprowadzanie produktu bez postaci źródłowej czy włączenia do zamkniętego oprogramowania pod warunkiem załączenia do produktu informacji o autorach oryginalnego kodu i treści licencji.

## 4-klauzulowa licencja BSD
Pierwszymi programami udostępnionymi na licencji non-copyleft były elementy wydanej w latach 70. dystrybucji 1BSD, ale pierwszym oprogramowaniem w całości rozpowszechnianym na warunkach tej licencji była wydana w czerwcu 1989 roku dystrybucja Networking Release 1. Jej licencja to 4-klauzulowa licencja BSD, zwana także starą licencją BSD (BSD-old, 4-clause BSD).
Licencja ta zezwala na użytkowanie i redystrybucję oprogramowania, z modyfikacjami lub bez, w formie kodu źródłowego lub binarnego, pod warunkiem zachowania informacji o prawach autorskich w kodzie źródłowym i dokumentacji programu, oraz pod warunkiem nieużywania nazwy Uniwersytetu Kalifornijskiego w Berkeley i nazwisk jego współpracowników do reklamowania produktów pochodnych od danego programu bez uzyskania pozwolenia. Konsekwencją tych liberalnych warunków licencji jest zezwolenie na włączanie oprogramowania nią objętego do produktów na innych licencjach, zarówno otwartych, jak i zamkniętych. Licencja ta, tak jak większość licencji wolnego oprogramowania, zawiera także informację o braku gwarancji oraz nieponoszeniu przez autorów i dystrybutorów programu odpowiedzialności za szkody wynikłe z użytkowania programu.

## Klauzula ogłoszeniowa, 3-klauzulowa licencja BSD
Specyficzną cechą 4-klauzulowej licencji BSD jest tzw. klauzula ogłoszeniowa (lub reklamowa), która wymaga, aby materiały reklamujące produkty korzystające z kodu na tej licencji zawierały informację: Ten produkt zawiera oprogramowanie stworzone przez Uniwersytet Kalifornijski w Berkeley oraz jego współpracowników.
Klauzula ta powoduje niekompatybilność z wieloma licencjami (zwłaszcza GPL) oraz sprawia problem praktyczny, kiedy kolejni autorzy wpisują w niej swoje nazwisko lub firmę w miejsce Uniwersytetu Kalifornijskiego. W dużych projektach przez używanie takich klauzul liczba informacji o autorach wymaganych w materiałach reklamowych wzrasta. Przykładem jest system NetBSD, w którego dokumentacji (jak podaje Richard Stallman) w 1997 roku było 75 takich informacji reklamowych o poszczególnych autorach.
W 1999 roku Uniwersytet Kalifornijski zrezygnował z używania tej klauzuli i zezwolił na usunięcie jej z kodu, do którego ma on prawa autorskie. Powstała w ten sposób licencja jest nazywana 3-klauzulową licencją BSD lub zmodyfikowaną (albo nową) licencją BSD (BSD-new, revised BSD lub 3-clause BSD). Licencja ta jest kompatybilna z GPL i innymi popularnymi licencjami. Od czasu tej decyzji wszystkie systemy BSD przeszły na 3-klauzulową licencję, z wyjątkiem NetBSD, które nadal używa 4 klauzulowej wersji. W konsekwencji, w dokumentacji bieżącej wersji NetBSD można znaleźć 239 informacji reklamowych o poszczególnych autorach.

## 2-klauzulowa licencja BSD i jej zamienniki (MIT (X11) oraz ISC)
Część programistów używa także 2-klauzulowej licencji BSD, powstałej przez usunięcie klauzuli zakazującej używania nazwisk autorów do reklamowania produktów pochodnych. Licencja ta jest funkcjonalnie identyczna z licencją MIT (zwaną także licencją X11), oraz licencją ISC (używaną m.in. przez OpenBSD). Mnogość licencji z „BSD” w nazwie powoduje niejednoznaczność terminu „licencja BSD”, dlatego Richard Stallman proponuje zamiast którejkolwiek z licencji BSD używać licencji X11 (nazwa „licencja MIT” też może być niejednoznaczna, ponieważ Massachusetts Institute of Technology używało wielu licencji). Z tego samego powodu można preferować licencję ISC, która dodatkowo jest napisana prostszym językiem, dzięki czemu sprawia mniej problemów w interpretacji prawnej. Licencja X11 zawiera nieprecyzyjne sformułowania „zajmować się oprogramowaniem” (oryg. to deal in the Software) oraz „oprogramowanie i związane [dołączone] pliki dokumentacji” (w oryg. this software and associated documentation files), które (według Rosena) mogą sprawiać problemy w interpretacji prawnej.

## Produkty na licencjach BSD
Najbardziej znane produkty rozprowadzane na tych licencjach to rodzina systemów operacyjnych BSD (np. FreeBSD, NetBSD i OpenBSD), Chromium – przeglądarka internetowa, OpenSSH oraz system zarządzania relacyjnymi bazami danych PostgreSQL.